# Avrigney-Virey
Avrigney-Virey és un municipi francès situat al departament de l'Alt Saona i a la regió de Borgonya - Franc Comtat. L'any 2007 tenia 380 habitants.

## Demografia

### Població
El 2007 la població de fet d'Avrigney-Virey era de 380 persones. Hi havia 162 famílies, de les quals 48 eren unipersonals (16 homes vivint sols i 32 dones vivint soles), 55 parelles sense fills, 55 parelles amb fills i 4 famílies monoparentals amb fills.
La població ha evolucionat segons el següent gràfic:
Habitants censats

### Habitatges
El 2007 hi havia 191 habitatges, 161 eren l'habitatge principal de la família, 14 eren segones residències i 15 estaven desocupats. 167 eren cases i 23 eren apartaments. Dels 161 habitatges principals, 130 estaven ocupats pels seus propietaris, 30 estaven llogats i ocupats pels llogaters i 2 estaven cedits a títol gratuït; 5 tenien dues cambres, 18 en tenien tres, 41 en tenien quatre i 97 en tenien cinc o més. 133 habitatges disposaven pel capbaix d'una plaça de pàrquing. A 64 habitatges hi havia un automòbil i a 88 n'hi havia dos o més.

### Piràmide de població
La piràmide de població per edats i sexe el 2009 era:
| Homes | Edats   | Dones |
| ----- | ------- | ----- |
| 0     | 95 o +  | 0     |
| 4     | 90 a 94 | 0     |
| 4     | 85 a 89 | 12    |
| 0     | 80 a 84 | 0     |
| 4     | 75 a 79 | 0     |
| 12    | 70 a 74 | 0     |
| 12    | 65 a 69 | 12    |
| 8     | 60 a 64 | 12    |
| 12    | 55 a 59 | 8     |
| 8     | 50 a 54 | 8     |
| 12    | 45 a 49 | 0     |
| 16    | 40 a 44 | 16    |
| 12    | 35 a 39 | 20    |
| 16    | 30 a 34 | 12    |
| 12    | 25 a 29 | 8     |
| 4     | 20 a 24 | 4     |
| 12    | 15 a 19 | 12    |
| 20    | 10 a 14 | 4     |
| 12    | 5 a 9   | 16    |
| 0     | 0 a 4   | 4     |

## Economia
El 2007 la població en edat de treballar era de 249 persones, 195 eren actives i 54 eren inactives. De les 195 persones actives 185 estaven ocupades (97 homes i 88 dones) i 10 estaven aturades (5 homes i 5 dones). De les 54 persones inactives 20 estaven jubilades, 19 estaven estudiant i 15 estaven classificades com a «altres inactius».

### Ingressos
El 2009 a Avrigney-Virey hi havia 162 unitats fiscals que integraven 410 persones, la mediana anual d'ingressos fiscals per persona era de 18.611 €.

### Activitats econòmiques
Dels 10 establiments que hi havia el 2007, 3 eren d'empreses de construcció, 5 d'empreses de comerç i reparació d'automòbils i 2 d'empreses de serveis.
Dels 3 establiments de servei als particulars que hi havia el 2009, 1 era un paleta, 1 guixaire pintor i 1 electricista.
L'any 2000 a Avrigney-Virey hi havia 11 explotacions agrícoles.

## Poblacions més properes
El següent diagrama mostra les poblacions més properes.